# 奥貫仁美
奥貫 仁美（おくぬき ひとみ 1990年8月11日 - ）は、フリーアナウンサー。圭三プロダクション所属。FMヨコハマニュースアナウンサー、元NHK契約キャスター。

## 略歴
神奈川県川崎市川崎区の川崎大師出身。東海大学政治経済学部経営学科を卒業した。在学中に2011年ミス東海大学グランプリになった。
2013年から2016年までNHK福井放送局でキャスターを務め、
2016年から2021年までNHK水戸放送局でキャスターを務めた。
2021年から2022年までテレビ東京「ワールドビジネスサテライト」の番組ディレクターを務めた。
2022年、圭三プロダクションに所属し、フリーアナウンサーとして活動を開始した。
仏教学を学ぶため佛教大学に社会人入学をしたことを報告した。
2022年4月9日、前年の2021年8月に結婚したことを公表した。
2023年4月からFMヨコハマでニュースアナウンサーを務める。
2024年3月　佛教大学通信教育課程を卒業。博物館学芸員の資格を取得したことも報告。

## 来歴・人物
学生時代はセント・フォース スプラウトに所属した。
NHK福井放送局では夕方のニュース番組「ニュースザウルスふくい」に出演した。
NHK水戸放送局では夕方のニュース番組「いば6」に出演した。
川崎大師出身で、お寺の文化に触れてきた影響で、大の仏像好きを公言する。神社仏閣巡りをライフワークとして、年間100体以上の仏像を鑑賞している。
2019年から「金曜は！いばっチャオ」で自身のコーナー「ちょっと見仏（けんぶつ）」で約2年間、茨城県内の仏像・神社仏閣を紹介した。同番組は、NHK首都圏の「ひるまえほっと」や、NHKBSでも放送され仏像ファンから高い人気を誇る。また、このコーナーの総集編が2度茨城スペシャルとして放送された。
NHK水戸放送局時代は、茨城県出身の横綱・稀勢の里や、茨城県内を舞台とした朝の連続テレビ小説「ひよっこ」のヒロイン・有村架純に単独インタビューをした。
その後、テレビ東京「ワールドビジネスサテライト」のディレクターに転身した。ディレクターとしても、リポートを担当した。
自身のInstagramで、仏教学を学ぶために大学に社会人入学をしたことを明かす。同時にフリーアナウンサーとして活動するため、圭三プロダクションに所属したことも公表した。
J:COMチャンネル「横浜開港祭2022」「相模原納涼花火大会」のナビゲーターを務めた。
FMヨコハマのニュースアナウンサーとして、日曜日、月曜日、火曜日のニュースを担当している。
映画鑑賞をよくInstagramに投稿し、映画の舞台挨拶の司会も行っている。永野芽郁主演「マイ・ブロークン・マリコ」や坂口健太郎主演「サイドバイサイド隣にいる人」などのマスコミ舞台挨拶の司会を務めている。
韓国の漢陽大学に語学留学の経験があり、韓国語を特技としている。
大学時代、ハワイのラジオ局KZOOでインターンシップを経験した。
佛教大学の卒論のテーマは、NHK水戸時代から取材を重ねていた「常陸三十三観音霊場」で、優秀論文賞を受賞。

## 過去の担当番組

### NHK福井放送局
- ニュースザウルスふくい

### NHK水戸放送局
- 茨城ニュース いば6 → いば6 - メインキャスター（2016年4月 - 2020年3月）、2021年度はリポーター。
- 金曜は！いばっチャオ - リポーター（2019年4月 - 2021年3月）、キャスター（2020年4月 - 2021年3月）
- 茨城スペシャル 「ちょっと見仏 ～地域の宝を求めて～」「ちょっと見仏2 ～幻の遍路道をゆく～」 - 構成・ナビゲーター（2020年9月、2021年3月）

### テレビ東京
- ワールドビジネスサテライト（ディレクター）